# Попис становништва Краљевине Србије 1910.
1910. извршен је у Краљевини Србији попис становништва и домаће стоке.

## Становништво по држављанству
- српско - 2.890.615
- црногорско - 570
- аустроугарско - 12.123
- бугарско - 571
- румунско - 163
- османско - 6.060
- остало - 11.956
- укупно - 2.922.058

Србија је имала 99% припадника срспких држављана, док је највише страних било из Аустроугарске. Са већинским православним становништвом је живело нешто више од 11.000 муслимана, а османских припадника је било 6.000 за које се претпоставља да су исламизовани Срби. Од аустоугарских, две трећине су католици а остало су Срби-пречани.

## Становништво по окрузима
- Србија - 2.922.058
- Београдски - 157.220
- Ваљевски - 158.190
- Врањски - 256.130
- Крагујевачки - 189.119
- Крајински - 113.502
- Крушевачки - 168.303
- Моравски - 204.502
- Нишки - 195.975
- Пиротски - 113.878
- Подрински - 240.420
- Пожаревачки - 260.508
- Руднички - 86.218
- Смедеревски - 144.438
- Тимочки - 148.892
- Топлички - 111.155
- Ужички - 150.195
- Чачански - 140.857
- Београд - 82.498[2]